# 红头美洲鹫
紅頭美洲鷲（學名：Cathartes aura），又名火鸡禿鷹，是分佈在美洲的一種新大陸禿鷲。牠們分佈在加拿大南部至南美洲南端，棲息在遼闊至半開放的地區，包括亞熱帶森林、叢林、草坪及沙漠。
紅頭美洲鷲是一種大型的鳥類，翼展1.7至1.83米，體長64至81厘米，重0.85至2.26公斤。牠們呈深褐色至黑色。頭部及頸部沒有羽毛及呈紫紅色。喙短而鉤，呈象牙色。牠們生活在野外的壽命為16歲，飼養的可以超過20歲。
紅頭美洲鷲是食腐動物，差不多只吃屍體。牠們會以視覺及嗅覺來尋找食物，以低飛來嗅出腐屍的味道。牠們的飛行是依賴空氣的熱流，很少會拍動雙翼。牠們是以一大群聚居。牠們沒有鳴管，只可以發出低嘶聲。牠們會在洞、空心樹或灌木叢裡築巢。牠們每年可以哺育兩隻雛鷲，都是吃雙親的反芻液長大。牠們的天敵非常少。牠們在美國受到了保護。

## 分類

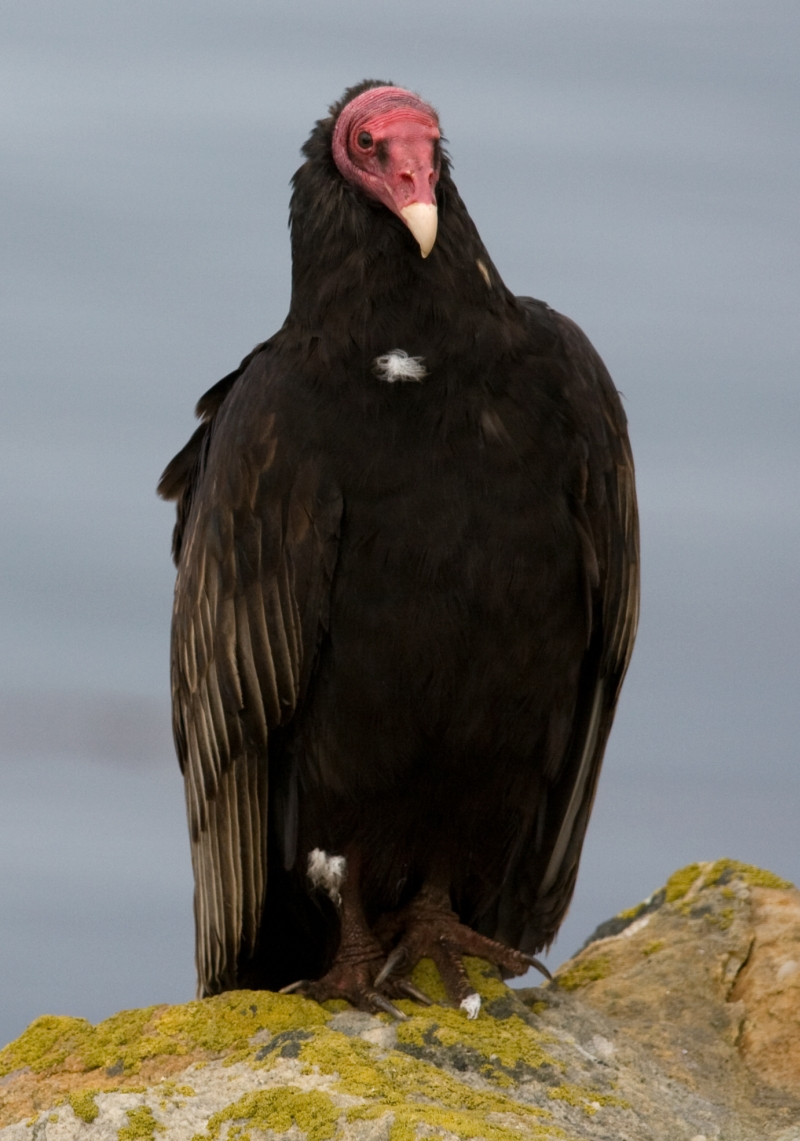
紅頭美洲鷲的正面。

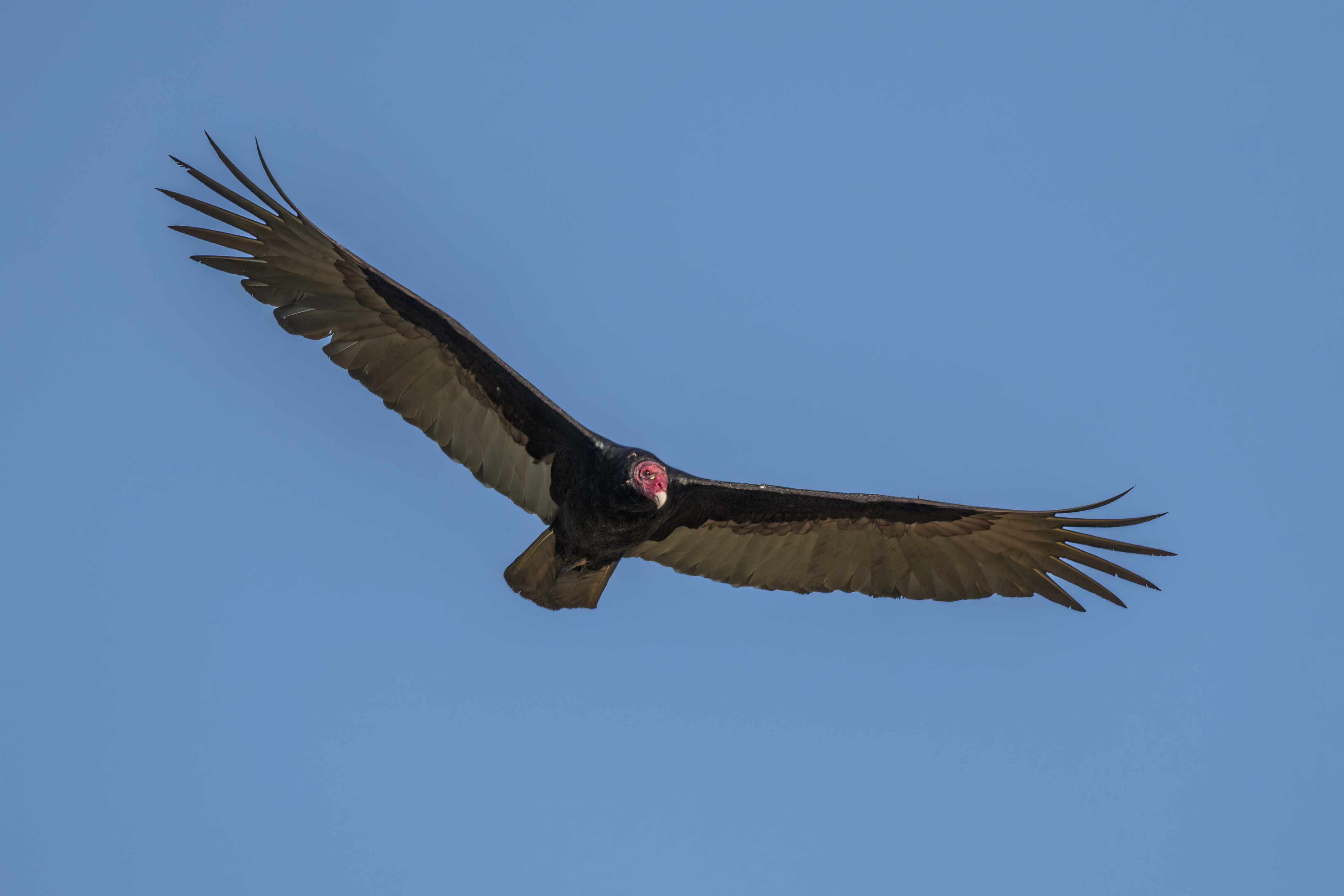
正在飞越古巴的红头美洲鹫

紅頭美洲鷲又名火雞禿鷹，是因牠們的禿頭及深色主羽像雄性的野生火雞。其屬名的意思是「清潔者」，種小名是源自其墨西哥語的稱呼。牠們最初是由卡爾·林奈（Carolus Linnaeus）於1758年描述。牠們現時與大黃頭美洲鷲及小黃頭美洲鷲一同分類在美洲鷲屬中。
紅頭美洲鷲共有五個亞種：
- C. a. aura：指名亞種。牠們分佈在由墨西哥，南至南美洲及大安地列斯群島。這個亞種的分佈地有時會與其他亞種的重疊。牠們是所有亞種中最細小的，而顏色與C. a. meridionalis的很難分辨。[15]
- C. a. jota：分佈在智利，較指名亞種大及褐色，但卻較C. a. ruficollis淡色。次羽及廓羽邊緣灰色。[16]
- C. a. meridionalis：分佈在曼尼托巴南部、英屬哥倫比亞南部、艾伯塔省中部及薩克其萬、亞利桑那州中南部及德克薩斯州中南部。[17]牠們會遷徙遠至南美洲，與C. a. aura的分佈地重疊。廓羽呈深褐色及較窄。[15]
- C. a. ruficollis：分佈在巴拿馬南部，南至烏拉圭及阿根廷。牠們也遠及千里達。[18]牠們比C. a. aura更為深色，翼邊沒有或較少褐色。[18]頭部及頸部呈深紅色，有黃白色或綠白色斑紋。成鳥的冠上有淡黃色。[16]
- C. a. septentrionalis：分佈在加拿大東南部，南至美國東部。牠們遷徙的路線較短，也很少會到美國南部。[15]

## 分佈及棲息地

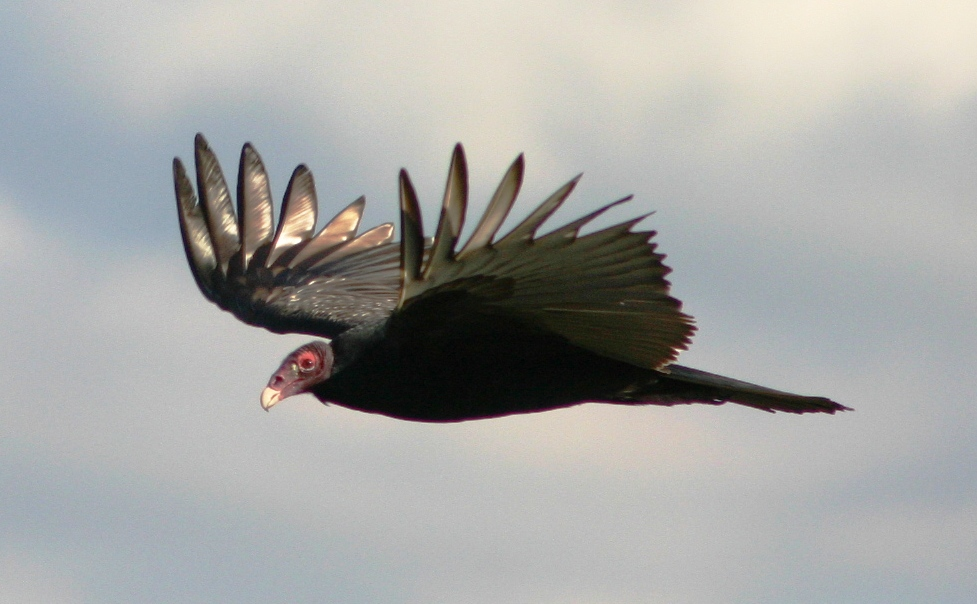
飛行的紅頭美洲鷲。

紅頭美洲鷲的分佈地很大，估計佔地達2800萬平方公里。牠們是美洲中數量最豐富的禿鷹，全球約有450萬隻。整個美洲遼闊及半開放的地區都是牠們的棲息地。牠們是美國南部的永久居民，不過北部的甚至會遷徙至南美洲。牠們廣泛分佈在遼闊的郊野、亞熱帶森林、叢林、沙漠及山腳。牠們也會在草坪、草原及濕地出沒。

## 生態及行為

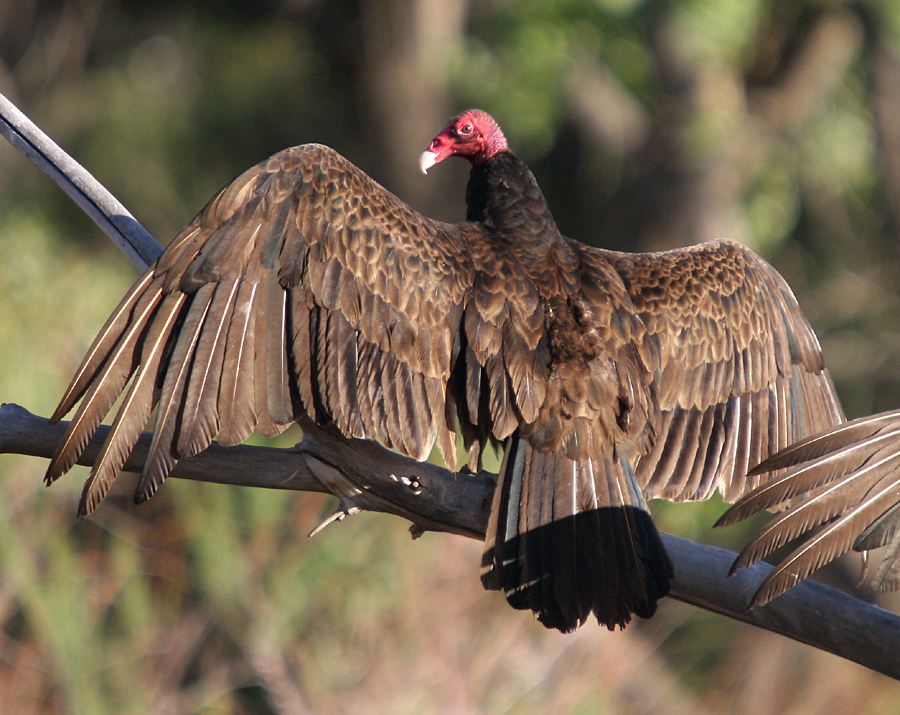
成年紅頭美洲鷲。

紅頭美洲鷲是以大群群居的，日間會單獨出來覓食。一群紅頭美洲鷲可以多達幾百隻，甚至包括黑美洲鷲在內。牠們會在枯萎及沒有葉子的樹上築巢。也有在洞穴築巢的，但一般都只會在繁殖季節才會到洞內。牠們夜間的體溫約為6至34 ℃，稍為低體溫症。
紅頭美洲鷲站立時總會張開雙翼，尤其在潮濕或下雨天的時候。這種姿勢可能有多種功能：烘乾雙翼、暖身及消毒。其他新大陸禿鷲、舊世界禿鷲及鸛科都會有這種姿勢。牠們會像鸛科般在自己的腳上排糞，藉蒸發來幫助降溫。這可以冷卻腳及腳掌上的血管，而在腳上會有白色尿酸的斑紋。
紅頭美洲鷲只有很少天敵。成年、未成熟及換羽的都會是金鵰、白頭海鵰及大鵰鴞的獵物；蛋及雛鷲就會被哺乳動物所獵食，如浣熊、北美負鼠及狐狸。牠們會反芻出半消化的肉，造成難聞的氣味來趕走掠食者。若掠食者非常接近，牠們甚至會直接嘔吐到其面或眼睛上。某些情況下，牠們會嘔吐得很劇烈，並飛走逃避掠食者。
紅頭美洲鷲在地上時很不靈活，要費很大的功夫才能起飛。起飛後，牠們會保持V型，很少會拍動雙翼，只會順著氣流上升。

### 食性

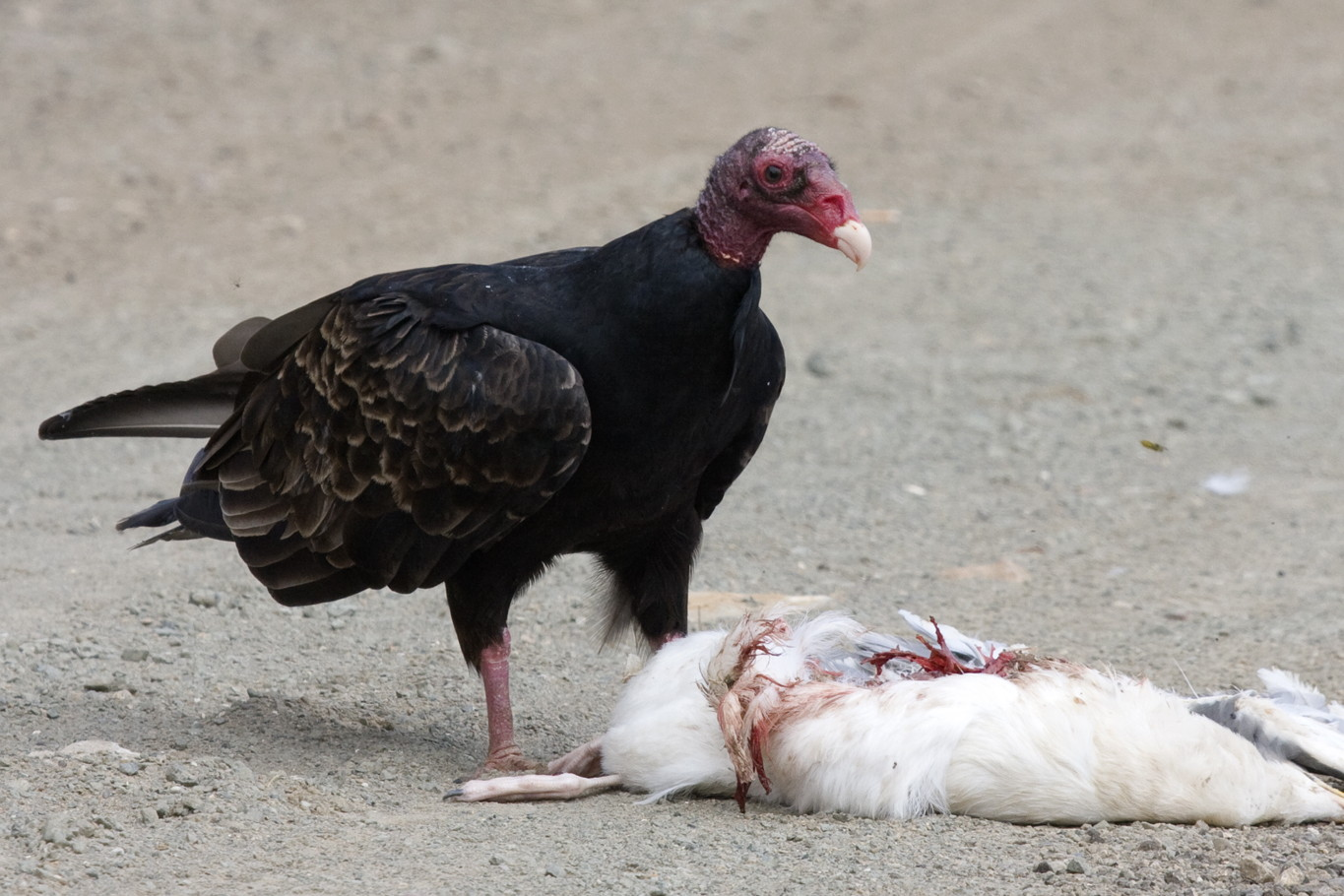
正在吃屍體的紅頭美洲鷲。

紅頭美洲鷲主要吃屍體，由細小的哺乳動物至大型的牧食動物不等，當中特別喜歡剛死去未腐化的屍體。牠們也會吃植物、南瓜及其他農作物、昆蟲及其他無脊椎動物。在南美洲，牠們甚至會吃油棕屬的果實。牠們很少會自己動手殺死獵物。牠們有時會在路邊吃路殺，或是在水邊吃沖上來的魚類。牠們也會吃淺水中的魚或昆蟲。牠們在生態系統有著重要的角色，可以幫助清理屍體，免於細菌滋生。
紅頭美洲鷲憑嗅覺來覓食，是鳥類中較為罕有的。牠們一般會低飛來偵測屍體散發的乙硫醇。腦部嗅葉的體積特別大。王鷲及黑美洲鷲都不能嗅出屍體所在，只會跟隨紅頭美洲鷲來尋找屍體。紅頭美洲鷲，或與大黃頭美洲鷲及小黃頭美洲鷲會先找到屍體，紅頭美洲鷲會趕走黃頭美洲鷲，而王鷲則會待紅頭美洲鷲撕開屍體後才趕走牠們，因王鷲的喙不夠強壯撕開屍體。這是一個物種間共生的例子。

### 繁殖

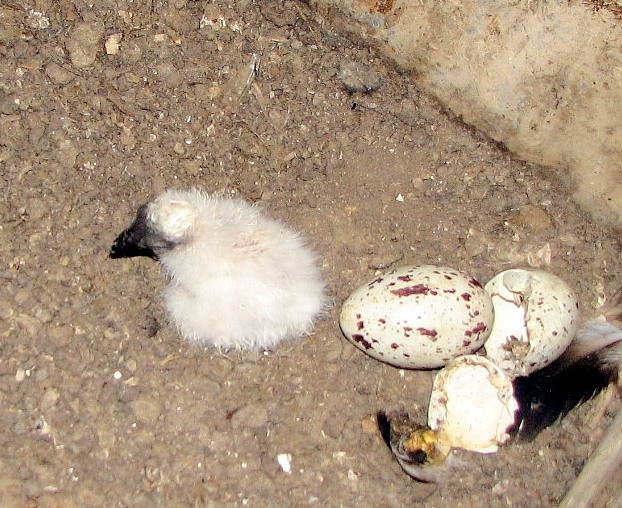
1天大的雛生紅頭美洲鷲及鳥蛋。

紅頭美洲鷲的繁殖期是於3月開始，最高峰為4-5月，一直至到6月。牠們示愛時會有幾隻鷲聚集成圈，張開雙翼跳動。在空中，一隻鷲會緊隨另一隻鷲拍動雙翼或俯衝。
紅頭美洲鷲一般會在受保護的地方，如洞穴、懸崖、石縫、空心樹或灌木叢築巢生蛋。牠們的巢並不怎麼完善，差不多只是在地上生蛋。雌鷲一般會生1-3顆蛋，蛋呈奶白色，有褐色或薰衣草色的斑點。雙親也會負責孵化，雛鷲在30-40日就會出生。雛鷲出生時是需要照顧的。雙親會用反芻液來餵哺雛鷲，照顧牠們10-11星期。當受到威脅時，成鷲會逃走、向入侵者嘔吐或裝死。若雛鷲受到威脅，成鷲會保護牠們。雛鷲約於9-10星期大就會換羽。一家會一起待至冬天的來臨。

## 與人類關係
紅頭美洲鷲被指是傳播炭疽病及豬瘟的兇手，不過，引發豬瘟的病毒在經過紅頭美洲鷲的消化道後就已被消滅。牠們也被誤會是會攻擊歐洲牛，因牠們與黑美洲鷲混在一起，隨其後吃屍體。牠們的糞便對樹木或其他植被是有害的。牠們可以被飼養，但卻被法例所禁止，除非牠們是受傷或不能回到野外。飼養下的紅頭美洲鷲可以吃鮮肉。
紅頭美洲鷲被世界自然保護聯盟列為無危，群落數量穩定。

## 外部連結
- The Turkey Vulture Society （页面存档备份，存于）
- eNature.com
- Internet Bird Collection （页面存档备份，存于）